# Natalija Biessmiertnowa
Natalija Igoriewna Biessmiertnowa (ros. Наталия Игоревна Бессмертнова; ur. 19 lipca 1941 w Moskwie, zm. 19 lutego 2008 tamże) – radziecka i rosyjska primabalerina przez wiele lat związana z Baletem Bolszoj.

## Życiorys
Urodziła się w Moskwie 19 lipca 1941 roku jako córka lekarza Igora Biessmiertnowa i Antoniny z domu Pieszkowej (1920–2012). Miała młodszą siostrę Tatianę. We wczesnym dzieciństwie rozpoczęła treningi taneczne w moskiewskim pałacu Pionierów. W późniejszych latach uczyła się w Moskiewskiej Państwowej Akademii Choreografii. Jej nauczycielkami w tej uczelni były Marija Kożuchowa, Ludmiła Czerkasowa i Sofija Gołowkina. Biessmiertnowa ukończyła akademię z wyróżnieniem w 1961 roku. W 1963 roku dołączyła do Baletu Bolszoj, w którym w początkowych latach jej trenerką była Marina Siemionowa. Biessmiertnowa była primabaleriną Baletu Boszoj do 1988 roku, kiedy to przeszła na emeryturę, jednak okresowo występowała jeszcze do 1993 roku. W latach 1988–1995 i 2001–2003 pełniła funkcję pedagoga i wykładowcy w Teatrze Bolszoj.
Była żoną Jurija Grigorowicza, tancerza baletowego, choreografa, pedagoga i dyrektora artystycznego Teatru Bolszoj w latach 1964–1995. Nie miała dzieci.
Natalija Biessmiertnowa zmarła w Moskwie 19 lutego 2008 roku – przed śmiercią miała problemy z nerkami. Została pochowana na Cmentarzu Nowodziewiczym w Moskwie (kwatera nr 10).

## Dorobek artystyczny

### Teatr
- Siódmy walc i mazurka w Chopinianie, 1961
- Córka Andrieja w Stronach życia Andrii Balancziwadze, 1961
- Giselle w Giselle, 1963
- Jesień w Kopciuszku, 1963
- Księżniczka Florina w Śpiącej królewnie, 1963
- Muza w Paganinim Siergieja Rachmaninowa, 1964
- Maria w Fontannie Bachczysaraju, 1964
- Leili w Leili i Mejnun Siergieja Bałasaniana, 1964
- Odetta-Odylia w Jeziorze łabędzim, 1965
- Szirin w Legendzie o miłości, 1965
- Dziewczyna w Le Spectre de la Rose, 1967
- Frygia w Spartakusie, 1968
- Masza w Dziadku do orzechów, 1968
- Kitri w Don Kichocie, 1970
- Aurora w Śpiącej królewnie, 1973
- Anastazja w Iwanie Groźnym, 1975
- Walentyna w Angarze Andrieja Eszpaja, 1976
- Julia w Romeo i Julii, 1979
- Nikija w La Bayadère Ludwiga Minkusa, 1981
- Rita w Złotym wieku Dmitrija Szostakowicza, 1982
- Rajmonda w Rajmondzie, 1984

### Film
- Julia w Romeo i Julii (spektakl filmowy), 1968
- Giselle w Giselle, 1975
- Julia w Romeo i Julii, 1975
- Frygia w Spartakusie (spektakl filmowy), 1975
- Anastazja w Groźnym wieku (spektakl filmowy), 1976
- Siódmy walc i mazurka w Chopinianie, 1977
- Odetta-Odylia w Jeziorze łabędzim, 1983
- Frygia w Spartakusie, 1989
- Szirin w Legendzie o miłości, 1989
- Rajmonda w Rajmondzie, 1989
- Giselle w Giselle, 1989
- Julia w Romeo i Julii, 1989
- Anastazja w Iwanie Groźnym, 1989
- Odetta-Odylia w Jeziorze łabędzim, 1989
- Rita w Złotym wieku, 1989

## Nagrody i odznaczenia
- Pierwsza nagroda na Międzynarodowym Konkursie Baletowym w Warnie (1965)[3].
- Nagroda im. Anny Pawłowej (Paryż, Francja; 1970)[3].
- Tytuł „Zasłużonego Artysty RFSRR” (1970)[3].
- Order Czerwonego Sztandaru Pracy (1971)[3].
- Nagroda Leninowskiego Komsomołu (1972)[3].
- Tytuł „Ludowego Artysty RFSRR” (1973)[3].
- Tytuł „Ludowego Artysty ZSRR” (1976)[2].
- Nagroda „Dawid” (Taormina, Włochy; 1977)[3].
- Nagroda Państwowa ZSRR (1977)[3].
- Order Przyjaźni Narodów (1981)[3].
- Nagroda Leninowska (1986)[2].